# جورج غالوي
جورج غالاوي (بالإنجليزية: George Galloway)‏ (ولد في 16 أغسطس 1954) سياسي بريطاني ونائب سابق في البرلمان الإنجليزي ما بين الأعوام 1987 و2010، معروف بآرائه المناهضة للحرب وبمناصرته للقضية الفلسطينية. قام بالسابق بتمثيل حزب العمال في البرلمان عن منطقة غلازكو، شارك بعد فصله من حزب العمال عام 2003 بتأسيس قائمة الاحترام (Respect) ومثلها في البرلمان عن منطقة بثنال غرين اند باو (Bethnal Green and Bow) الانتخابية. حاز في العام 2011 على جائزة مبادرة تكريم للإنجازات العربيّة عن فئة المساهمة الدوليّة الاستثنائيّة في العالم العربي. أثار جدلاً واسعاً عام 2006 عندما شارك في البرنامج التلفزيوني الاخ الأكبر (نسخة المشاهير). وكان قد أعلن انه في حال فوزه فانه سيتبرع بقيمة الجائزة إلى انتربال وهي منظمة خيرية تقدم الدعم للشعب الفلسطيني.

## النشأة
ولد جورج غلاوي في داندي في اسكتلندا في 16 اب 1954 انضم لحزب العمال في سن 15 ونشط فيه حتى أنه في عام 1981 انتخب أميناً عاماً لفرع الحزب في داندي وكان آذاك في السادسة والعشرين من عمره.

## القضية الفلسطينية
بدأت علاقته بالقضية الفلسطينية عام 1974 عندما التقى بناشط فلسطيني عام 1980 كان له علاقة باقامة التوأمة بين مدينة داندي ونابلس وأيد إثر ذلك قرار المجلس البلدي برفع العلم الفلسطيني على دار البلدية وكانت تلك أول مرة في الغرب ارتفع فيه العلم الفلسطيني على مبنى عام. عام 1989 أقام توأمة بين مدينة غلاسكو وبين بيت لحم.

## كسر حصار العراق
لعل أبرز ما قام به غالاوي هو حملته لإلغاء الحصار الاقتصادي على العراق وقيامه بزيارة صدام حسين عام 1994 و 2002 حين قام بحملة عرفت باسم «قافلة مريم» فوصل إلى العراق بحافلة حمراء، رأى البعض أن حملته هذه شجعت قادة وسياسيون آخرون (مثل هوغو شافيز) بكسر الحصار على العراق وتشجع من بعدهم بعض الزعماء العرب.

## الفصل من الحزب وما بعده
تم فصله من حزب العمال في تشرين أول 2003 بذريعة أنه أساء إلى سمعة الحزب إبان غزو العراق عام 2003، إذ أنه وصف حكومة حزب العمال بـ: «آلة كذب طوني بلير»(1) وناشد الجنود البريطانيين أن «يرفضوا تنفيذ الأوامر غير الشرعية».(2)
في كانون الثاني 2004، ائتلف غالوي مع حزب العمال الاشتراكي، شخصيات معارضة لحرب العراق مثل سلمى يعقوب ومع شخصيات بارزة من اليسار البريطاني مثل صانع الأفلام كين لوتش ليكون حزباً سياسياً جديداً عن يسار حزب العمال سُمّي ريسبكت ذا يونيتي كواليشين (RESPECT The Unity Coalition) أي - ائتلاف احترام الوحدة - وباختصار ريسبكت. وقد فاز بمقعده بالبرلمان ممثلا ريسبكت في انتخابات عام 2005، وكانت تلك المرة الوحيدة التي فاز بها هذا الحزب بحملة انتخابية.

## حرب لبنان
عارض غالاوي حرب إسرائيل على لبنان وحمل إسرائيل المسؤولية قائلاً في مقابلة مع شبكة سكاي(3): 
 واصفاً اسرئيل بالدولة الارهابية. واعتبر غلاوي أن قرار الأمم المتحدة حول لبنان «لن يحلّ الأزمة لأنه لن يمنح لبنان شيئاً» مشيراً إلى أن «الاتفاق الشامل والعادل يحلّها، لأن السلام لا يحلّ بانعدام العدالة».

## قافلة الشريان
عام 2010 اشترك في مشروع قافلة شريان الحياة لرفع الحصار عن شعب فلسطين في غزة بالمشاركة مع نواب من تركيا وكانت القافلة تحمل مساعدات وأدوية وسيارات. قاد غالاوي القافلة من تركيا إلى سوريا ثم الأردن ولكن عند الوصول للعقبة فوجئوا بمعارضة ومعارضة شديدة من الحكومة المصرية واجبرتهم للعودة من الأردن ثم اللاذقية للإبحار إلى العريش مسافة تقارب 1800 كم وتكاليف إضافية تقارب أكثر من نصف مليون دولار أمريكي، وبعد الوصول إلى ميناء العريش يوم 5 يناير احتجزت القافلة في ميناء العريش لعدة ساعات، مما أدى إلى وقوع صدامات مع الأمن المصري. إثر ذلك، قام النائب العام المصري بفتح تحقيق في الحادث تم على إثره اعتبار غالاوي شخصاً غير مرغوب فيه في مصر وممنوع من وطئها مستقبلاً، كما طلب القبض على سبعة أشحاص من القافلة اتهمهم بالقيام بأعمال إجرامية والتخريب واحتجاز موظفين مدنيين بالميناء بالمخالفة للقيم والأعراف.
وعند الوصول إلى غزة عبر معبر رفح كان في استقبالهم أبناء غزة حكومة وشعباً وقابلوهم بكل حفاوة.و قد قامت قناة الجزيرة بلقاء معه عبر برنامج بلا حدود القاء المذيع أحمد منصور لمدة 45 دقيقة تكلم فية جورج غالاوي عن مدى الاعاقات والعرقلة من الحكومة المصرية لدخول القافلة ولكنهم مصرون على المضى قدما في تقديم المساعدة برغم كل المشاكل والمصاعب التي واجهتهم. هذا اللقاء والتصريح اغضب الحكومة المصرية واعتبرت غالاوي شخصا غير مرغوب به على ارض مصر.

## الحالة الأسرية
تزوج غاولاي ثلاث مرات، الزواج الأول كان في عام 1979 بسيدة تدعى ألين فايف، واستمر زواجها حتى عام 1999، وكان ثمرة هذا الزواج فتاة تدعى لوسي، ولدت في عام 1982، ثم تزوج في عام 2000 بأستاذة جامعية متخصصة في علم الأحياء، وتدعى أمينة أبوزياد، وهي من أصل فلسطيني، وقد دام هذا الزواج خمسة أعوام، حيث انفصلا في عام 2005، ليعاود غالاوي الزواج من جديد، فارتبط بباحثة وأكاديمية من أصل لبناني تدعى ريما حسيني، وقد أثمر هذا الزواج ولد في عام 2007، هو زين الدين غالاوي.

## الدين
قرر غالوي منذ سن الـ 18 الامتناع عن شرب الكحوليات تماماً معللاً ذلك «تأثيره الضار جدًا على الناس»، وفي شهر مارس من عام 2012 صرح غالوي تصريحاً عده البعض غريباً وغير متوقع قال فيه: «أنا صامد ومعتصم في سبيل العدالة والحق! المسلم شخص لا يخشى قوة إنسان بسيط يعيش في الأرض، المسلم يخشى الحساب يوم القيامة. أنا شخصياً لا أفكر ولا أهتم إلا بيوم الحساب فقط.» ذكرت الصحفيّة هيلين بيد في مقالة نشرت في صحيفة الغارديان في مارس 2012 أن غالوي لم يعتنق الإسلام وأنّ التصريحات السابقة التي قالها كانت لجذب الناخبين المسلمين في برادفورد الغربية للتصويت له.
في أبريل 2012 قامت الصحفية جميما خان بمقابلة مع غالاوي بمجلة نيو ستيتسمان. ذكرت في مقالتها أن غالوي قد اعتنق الإسلام بالفعل في بداية الألفية الجديدة وتحديداً في عام 2000، لكنه لم يعلن هذه الحقيقة. نفى جورج غالوي إدعاءات جميما خان أنه أعتنق الإسلام في عام 2000 حيث صرّح: «لم أحضر أبدًا أي مراسيم مثل هذا القبيل في كيلبورن، كراتشي أو كاتماندو. هي ببساطة وبشكل قاطع غير صحيحة». كما وأتهم غالوي الصحفية بنشر «أكاذيب متعمدة»، يذكر أنّ الناطق باسم جمعية المسلمين في بريطانيا نفى إدعاءات الصحفية جميما خان أن الجمعيّة على علم بإسلام غالوي حيث صرّح: «لم أسمع أبدًا أي شيء عن ذلك. أنا لا أعرف إذا كان جورج غالاوي مسلم، لكنه داعم للمجتمع الإسلامي.» يذكر أن غالوي عندما سئل عن دينه أو معتقدة رفض التصريح أو التوضيح تماماً مصراً بقوله أن الدين مسألة شخصية.

## الهوامش
- 1 : بحسب مقابلة له مع صحيفة indie west بتاريخ 1/4/2003
- 2 : بحسب موقع بي بي سي بتاريخ 7/4/2003
- 3 : فيديو لمقابلة له مع سكاي نيوز حول حرب لبنان

## وصلات خارجية
- جورج غالوي على موقع IMDb (الإنجليزية)
- جورج غالوي على موقع ميوزك برينز (الإنجليزية)
- جورج غالوي على موقع إن إن دي بي (الإنجليزية)
- جورج غالوي على موقع ديسكوغز (الإنجليزية)
- جورج غالوي على موقع قاعدة بيانات الفيلم (الإنجليزية)
- فيديو لمقابلة له مع سكاي نيوز حول حرب لبنان
- غالاوي: انتصار حزب الله بدل معادلة المنطقة السياسية، الجزيرة نت
- مقالة حوله في شبكة البصرة
- مقابلة معه لتحولات عدد 4/10/2005

لقاءاته على قناة الجزيرة
- برنامج بلا حدود:
  1. كواليس رحلة شريان الحياة إلى غزة، 6 يناير 2010م
  2. جورج غالاوي ومعارضته للحرب على العراق، 1 يونيو 2005م
  3. مشاركة بريطانيا في الحملة الأميركية على العراق، 13 مارس 2002م
- برنامج مباشر مع:
  1. حصار غزة والرأي العام على يوتيوب، 8 يونيو 2010
  2. قافلة شريان الحياة لغزة على يوتيوب، 24 ديسمبر 2009
- برنامج لقاء اليوم: جورج غالوي.. اتهامات صحيفة الديلي تليجراف لغالوي، 4 مايو 2003م
- برنامج الاتجاه المعاكس: مسوغات المستعمر الأميركي في العراق، 10 يونيو 2003م